# Levis Swartbooi
Levis Swartbooi (Walvis Bay, 18 marzo 1984) è un calciatore namibiano, attaccante degli African Stars.

## Carriera

### Nazionale
Ha collezionato 9 presenze in Nazionale.